# Henry Healless
Henry "Harry" Healless (10 tháng 2 năm 1893 – 11 tháng 1 năm 1972) là một cầu thủ bóng đá người Anh, từng thi đấu ở vị trí trung vệ.

## Sự nghiệp
Sinh ra ở Blackburn, Healless từng thi đấu chuyên nghiệp cho Blackburn Rovers, và có 2 lần khoác áo cho đội tuyển Anh từ năm 1924 đến năm 1928. Healless vô địch Chung kết Cúp FA 1928 cùng với Blackburn.

## Danh hiệu
Blackburn Rovers
- Cúp FA: 1927–28